# Prestige (film)
Prestige is een Amerikaanse dramafilm uit 1932 onder regie van Tay Garnett.

## Verhaal
In de jaren 30 komt Therese Du Flos aan in een Franse strafkolonie in Indochina. De gevangenis wordt er geleid door haar verloofde Andre Verlaine, een Franse legerkapitein met een drankprobleem. Therese heeft ook de interesse gewekt van de gewetenloze kapitein Remy Bandoin, die haar overreedt om samen de buitenpost te verlaten.

## Rolverdeling
| Acteur         | Personage                 |
| -------------- | ------------------------- |
| Ann Harding    | Therese Du Flos           |
| Adolphe Menjou | Kapitein Remy Bandoin     |
| Melvyn Douglas | Kapitein Andre Verlaine   |
| Ian Maclaren   | Kolonel Du Flos           |
| Guy Bates Post | Majoor                    |
| Rollo Lloyd    | Kapitein Emil de Fontenac |
| Clarence Muse  | Nham                      |
| Tetsu Komai    | Sergeant                  |